# Frank Ferrer
Frenk Ferrer rođen (Brooklyn, New York, SAD 25. ožujka 1966.) američki je rock bubnjar, kubanskih korijena. Ferrer je široj publici najbolje znan kao bubnjar rock skupine Guns N' Roses, kojima se pridružio 2006. godine zamijenivši dotadašnjeg Bryan Mantia.
Tijekom karijere, njegov talent i predanost glazbi doveli su ga do suradnje s velikanima svjetske rock n' roll scene, kao što su: Robi "Draco" Rosa, Tool, Pj Harvey, Tommy Stinson, Franck Black iz Pixies, Neil Young, Perry Farell iz Jane's addiction, Cheetah Chrome iz The dead boyss

## Životopis

### Rani život
Frank se rodio i odrastao u radničkom predgrađu New Yorka zvanom Chelsea, gdje je tijekom djetinjstva bio okružen glazbom latino zajednice. Njegov otac danju je izrađivao tepihe, a noću svira kao latino perkusionist, tako se mali Frank zainteresirao za glazbu. Ključni moment za tada jedanaestogodišnjeg Frank je Tv prijenos koncerta popularne rock skupine KISS.
Frank je za Online drumer 2011. godine izjavio: "To je bio trenutak kada sam znao da se želim baviti glazbom. Prvo sam bio zainteresiran za gitaru, jer se skakutanje gitariste okolo naokolo po pozornici činilo jako zabavno. Bubnjar je samo sjedio po strani."
Konačno svoj glazbeni pravac pronalazi kada se tijekom osnovnoškolskog obrazovanja pridružio omladinskom zboru, gdje je svirao bongose posđene od oca. Učitelj glazbenog Mr. Gomez okuražio ga je da se primi bubnjeva te da se prijavi srednju školu Performing Arts (proslavljenu filmom Fame). Unatoč svemu nije se dobro uklopio, naposljetku Mr. Gomez mu savjetuje da nastavi živjeti svoj rock n' roll san u klubovima i barovim New Yorka.

### Karijera
Prvu veću priliku dobiva sredinom osamdesetih kada s Johnatan Lanceom i Perry Bottkeom formira sastav The beautiful. Njihov debitantski album Storybook koji su izdali 1992. godine glazbeni novinar Greg Prato (Rolling stone i Alternative nation) nominirao je kao jedan od najpodcjenjenijih album devedesetih.
Međutim nedugo zatim sastav se raspao. Frank se pridružio Richardu Buttleru i Tim Buttleru iz Psychadelic furs zajedno s Richard Fortusom članom Pale divinea te zajedno istoimena četvorac formira sastav Love spit love. Sastav 1994. godine izdaje istoimeni prvijenac, zatim 1997. godine Trysome Eatone. Obrada hita "How soon is now" rock skupine The smiths našla se na soundtracku filma "The craft"  te je 1998. godine postala naslovna pjesme Tv serije "Charmed".
Zajedno s Richard Fortusom od 2001. do 2008. godine, Frank se pridružio The Psychedelic Furs na njihovim nastupima uživo.
2004. godine osniva The Compulsions zajedno s Richard Fortusom (gitara), Rob Carlyle (vokal i ritam gitara) te Sami Yaffa (bas-gitara). Sastav 2011. godine izdaje njihov prvi studijski album Beat The Devil.
Ferrer se 2013. godine pridružio sastavu The dead dasies, gdje ponovno surađuje s Richardom Fortusom. Snimio je i bubnjeve za njihov EP Face I love iz 2014. godine, nedugo zatim napustio je sastav.

##### Guns N' Roses
U srpnju 2006. godine pridružio se hard rock velikanima Guns N' Roses tijekom njihove europske turneje zamijenivši Bryana Mantia poznatijeg kao "Brain". Sastavu se priključio na poziv Tommy Stinsona i Richard Fortusa s kojima je već prije surađivao.
Prvi puta nastup sa sastavom 24.lipnja 2006. Desssel, Belgija na Graspop metal festu. Prvotno je predviđeno da bude dvotjedna zamjena, no Ferrer postaje stalni član sastava krajem 2006. godine.
Album Chinese democracy u potpunosti je snimljen kada se pridružio sastavu, no unatoč svemu na inzistiranje kolega iz sastava ponovno snima bubnjeve za pjesme Chinese democracy, Better i If the world.
Ferrer je sa sastavom odradio Chinese democracy turneju, kao i Up Close and Personal Tour & Appetite for Democracy Tour.
Pojavljuje se i na live video izdanju Appetite for Democracy 3D.
Sastav doživljava promjene u 2015. godinu odlaskom gitarista DJ Ashbae, Bumblefoota te na poslojetku i bass gitarista Tommy Stinsona, te na posljetku početkom 2016. godine Slash i Duff McKagan se vračaju u sastav, te im se u tome takozvanom REUNIONU pridžio i Frank.